# Xystrocera rufobrunnea
Xystrocera rufobrunnea är en skalbaggsart som beskrevs av Stefan von Breuning 1957. Xystrocera rufobrunnea ingår i släktet Xystrocera och familjen långhorningar.
Artens utbredningsområde är Togo. Inga underarter finns listade i Catalogue of Life.